# 아만 사흐라바트
아만 사흐라바트(힌디어: अमन सहरावत, 2003년 7월 16일~)는 인도의 레슬링 선수이다. 2024년 하계 올림픽 남자 자유형 밴텀급 동메달을 획득했으며 인도 레슬링 최연소 올림픽 메달리스트이다.